# Neoserica tamdaoensis
Neoserica tamdaoensis är en skalbaggsart som beskrevs av Ahrens 2003. Neoserica tamdaoensis ingår i släktet Neoserica och familjen Melolonthidae. Inga underarter finns listade i Catalogue of Life.